# Девриент, Отто
Отто Эдуард Девриент (3 октября 1838, Берлин — 23 июня 1894, Штеттин) — германский театральный актёр, режиссёр, директор театров и драматург.

## Биография
Был сыном актёра Филиппа Эдуарда Девриента. Дебютировал на сцене придворного театра в Карлсруэ в возрасте 18 лет, при нём же получил театральное образование. Затем играл на сценах театров Штутгарта, Берлина и Лейпцига. В 1863 году вернулся в театр Карлсруэ и играл в его труппе до 1873 года, затем перешёл в придворный театр Веймара, где первоначально исполнял характерные роли, а затем работал там постановщиком. В 1876 году увидела свет его постановка «Фауста» по пьесе Гёте, получившая благосклонные отзывы и впоследствии долгое время ставившаяся ежегодно.
В 1876 году возглавил придворный театр в Мангейме, в 1877 году перешёл на ту же должность в новый городской театр Франкфурта-на-Майне, однако в феврале 1879 года вышел в отставку и затем жил и работал в Берлине, Кёльне, Дюссельдорфе и Йене, часто устраивая постановки «Фауста». В 1884 году возглавил придворный театр в Ольденбурге, с 1889 по 1890 год руководил Берлинским драматическим театром; в обоих учреждениях занимался также непосредственно постановкой спектаклей. Был почётным доктором Йенского университета.
К числу наиболее известных его работ относятся пьеса «Тиберий Гракх» (1871), а также отмеченное критиками исполнение роли Мефистофеля в «Фаусте».

## Семья
- Сын: Эрнст Девриент (1873—1948) — архивариус и генеалог.